# Deborah Stedman-Scott
Pour les articles homonymes, voir Stedman et Scott.
Deborah Stedman-Scott (née le 23 novembre 1955) est membre conservateur de la Chambre des lords et ancienne directrice générale de Tomorrow's People Trust. 

## Biographie
Née à Paddington, à Londres elle est la fille de Jack et Doreen Margaret Scott et fait ses études à l'Ensham Secondary School for Girls, au Southwark Technical College et au Salvation Army Training College. 
Elle travaille pour la National Westminster Bank de 1972 à 1976, pour l'Armée du salut de 1978 à 1983 et pour la Chambre de commerce de Royal Tunbridge Wells de 1983 à 1984. Elle rejoint Tomorrow's People Trust en 1984, un organisme de bienfaisance travaillant avec des chômeurs. Elle y occupe divers postes, gravissant les échelons pour devenir directrice générale de 2005 à 2015. Les UK Charity Awards 2005 l'ont nommée Charity Principal of the Year. 
Elle est nommée sous-lieutenant pour le Sussex de l'Est en 2007 et officier de l'Ordre de l'Empire britannique (OBE) lors des honneurs du nouvel an 2008. Le 12 juillet 2010, elle est nommée pair à vie en tant que baronne Stedman-Scott, de Rolvenden dans le comté de Kent. Elle est nommée whip du gouvernement (Lord-in-waiting) le 27 octobre 2017. Elle est également administratrice du New Devon Opera et de New Philanthropy Capital. 
Elle a conclu un partenariat civil avec Gabrielle Joy Stedman-Scott en 2006. 